# Dichomeris ligulacea
Dichomeris ligulacea is een vlinder uit de familie van de tastermotten (Gelechiidae). De wetenschappelijke naam van de soort is voor het eerst geldig gepubliceerd in 2013 door Hou-hun Li, Hui Zhen & Wolfram Mey.

## Type
- holotype: "male, 12.X.1996. leg. W. Mey & M. Nuss. genitalia slide ZH no. 09095"
- instituut: MfN Leibniz Institute at Humboldt Universität, Berlin
- typelocatie: "Malawi, Nyika Plateau, W. of Chelinda Camp, LF rain forest, 2200 m"